# MW Девы
MW Девы (лат. MW Virginis), HD 125048 — двойная затменная переменная звезда типа W Большой Медведицы (EW:) в созвездии Девы на расстоянии приблизительно 258 световых лет (около 79,2 парсек) от Солнца. Звёздная величина диапазона Hp звезды — от +7,04m до +7m. Орбитальный период — около 0,4931 суток (11,834 часа).
Открыта проектом Hipparcos*.

## Характеристики
Первый компонент — белая звезда спектрального класса F0V, или A3V, или A3, или A5IV. Масса — около 1,699 солнечной, радиус — около 1,831 солнечного, светимость — около 8,068 солнечной. Эффективная температура — около 7536 K.

## Планетная система
В 2019 году учёными, анализирующими данные проектов Hipparcos и Gaia, у звезды обнаружена планета HIP 69828 b.